# دیوید کاستاس
دیوید کاستاس کوردال (انگلیسی: David Costas؛ زادهٔ ۲۶ مارس ۱۹۹۵) بازیکن فوتبال اهل اسپانیا است که در پست مدافع میانی رئال اویدو بازی می‌کند.

## دوران حرفه‌ای
کاستاس در بیگو، گالیسیا متولد شد، در نوجوانی فوتبال را با باشگاه فوتبال سلتاویگو شهر خود شروع کرد.
وی همچنین در تیم‌های ملی فوتبال زیر ۱۹ سال اسپانیا و زیر ۲۱ سال اسپانیا بازی کرده‌است.